# 아마가타촌
아마가타촌(일본어: 天方村)은 일본 시즈오카현의 서부, 슈치군에 속해있던 촌이다. 현재의 모리정 중북부에 해당한다.

## 역사
- 1889년 4월 1일 - 정촌제 시행에 의해 슈치군 아마가타촌이 성립하였다.
- 1955년 4월 1일 - 모리정, 이다촌, 이치미야촌, 소노다촌과 합병해 새로운 모리정이 성립하여, 동일 아마가타촌은 폐지되었다.

## 참고문헌
- 角川日本地名大辞典 22 静岡県